# Lijst van personen overleden in oktober 2018
Dit is een lijst van bekende personen die zijn overleden in oktober 2018.

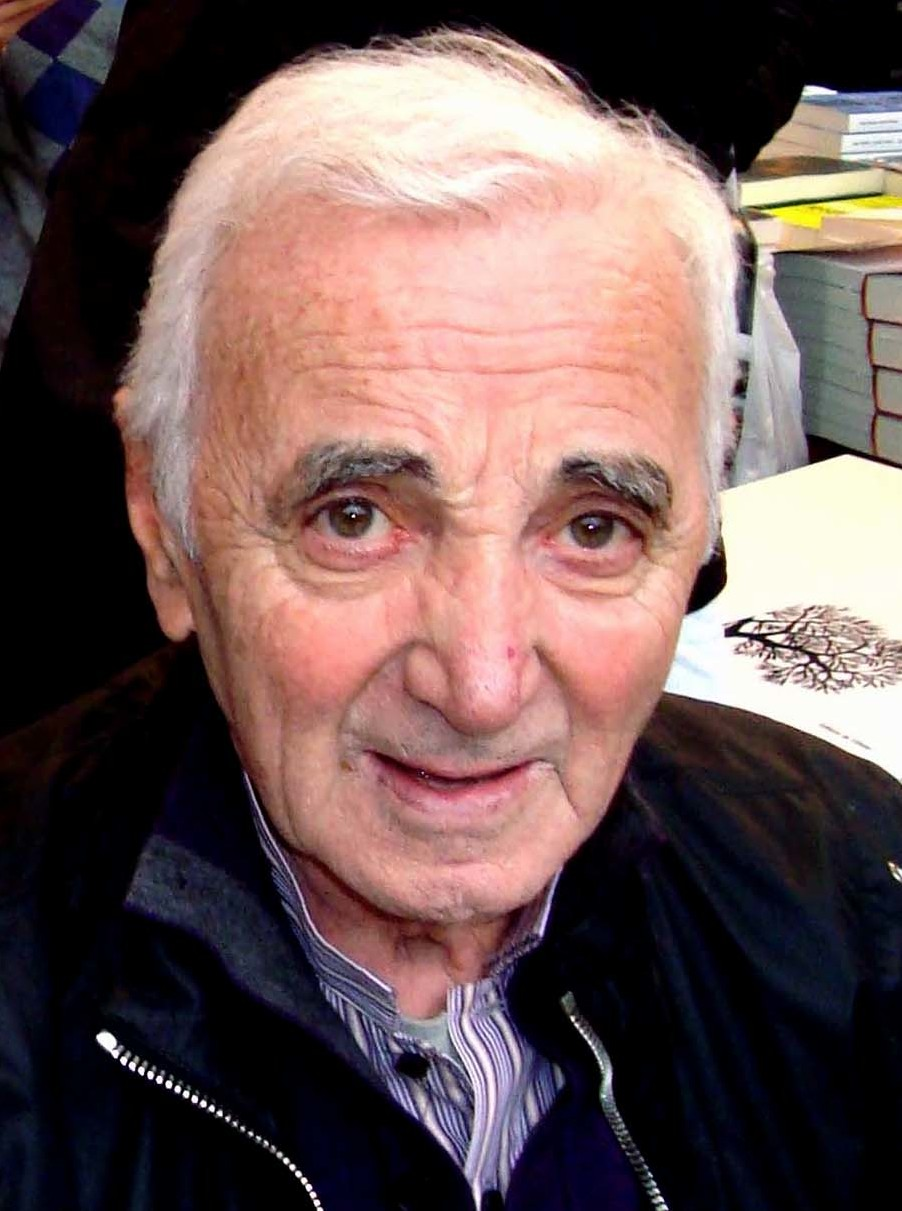
Charles Aznavour
1 oktober

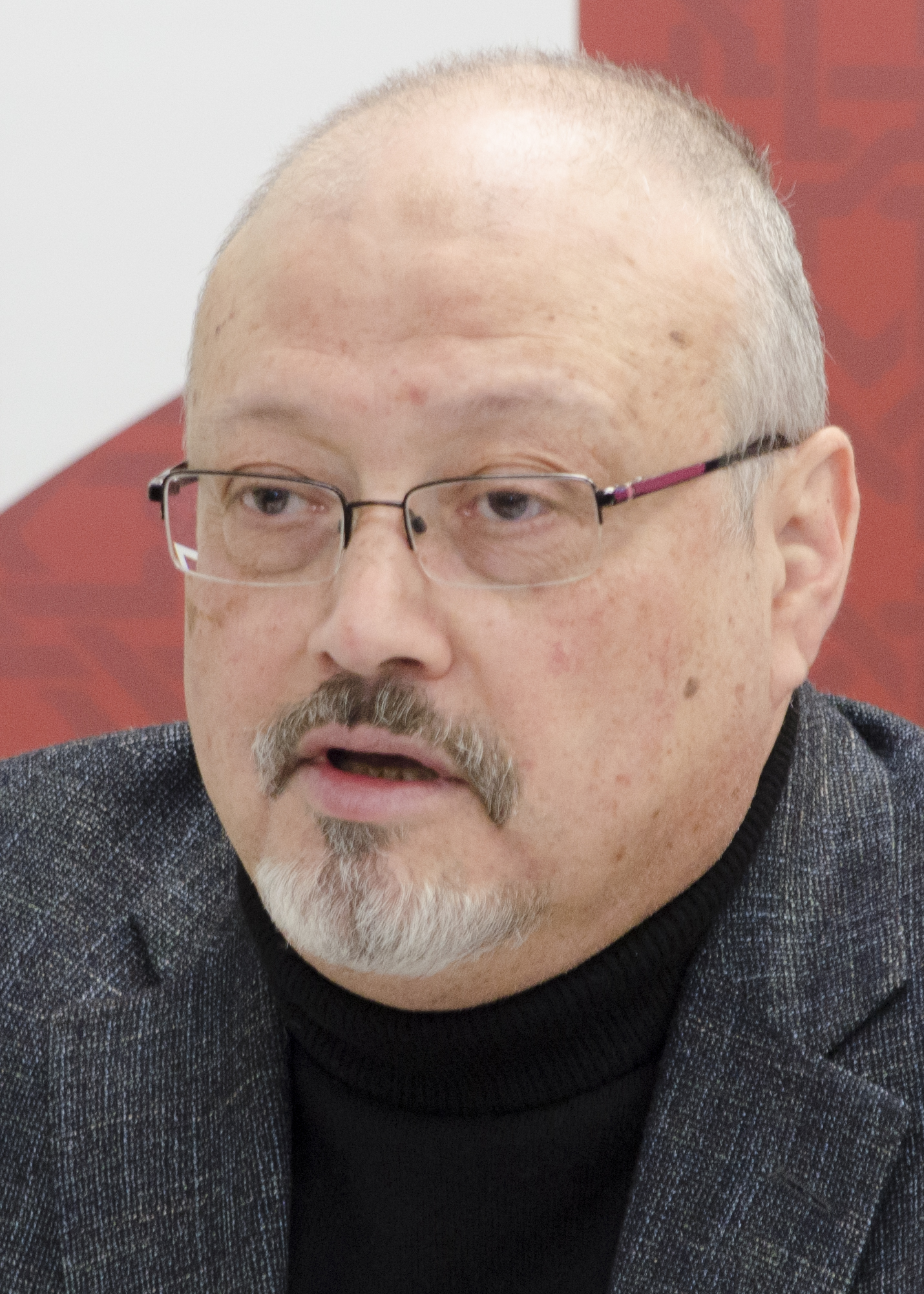
Jamal Khashoggi
2 oktober

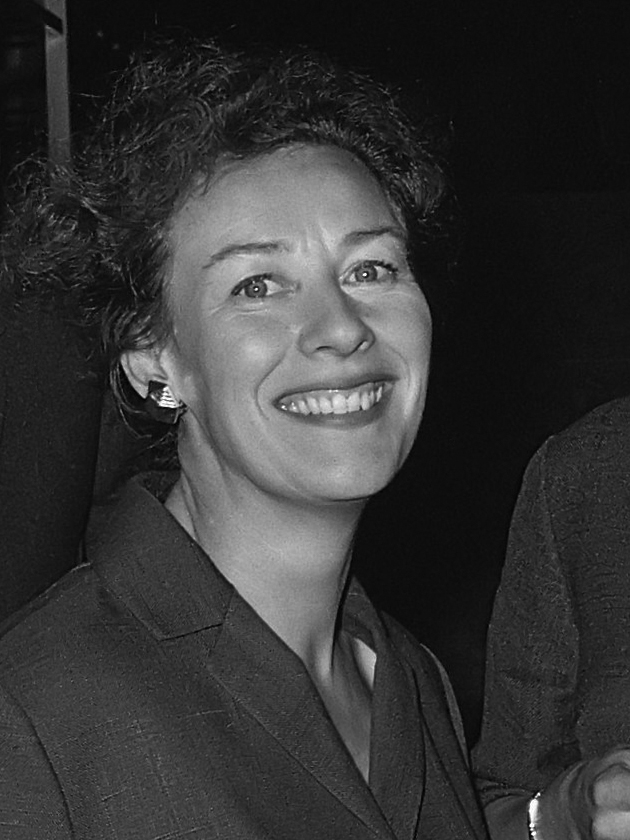
Elisabeth Andersen
3 oktober

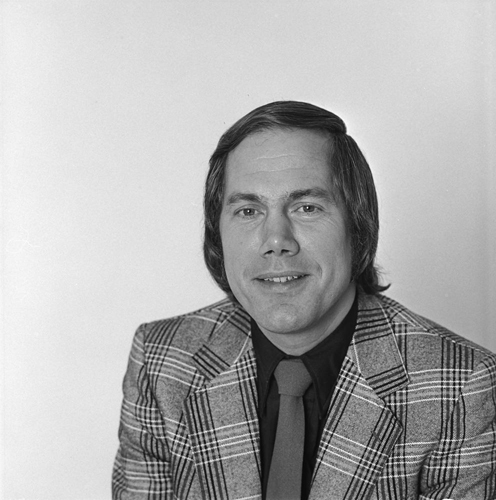
Eef Brouwers
6 oktober

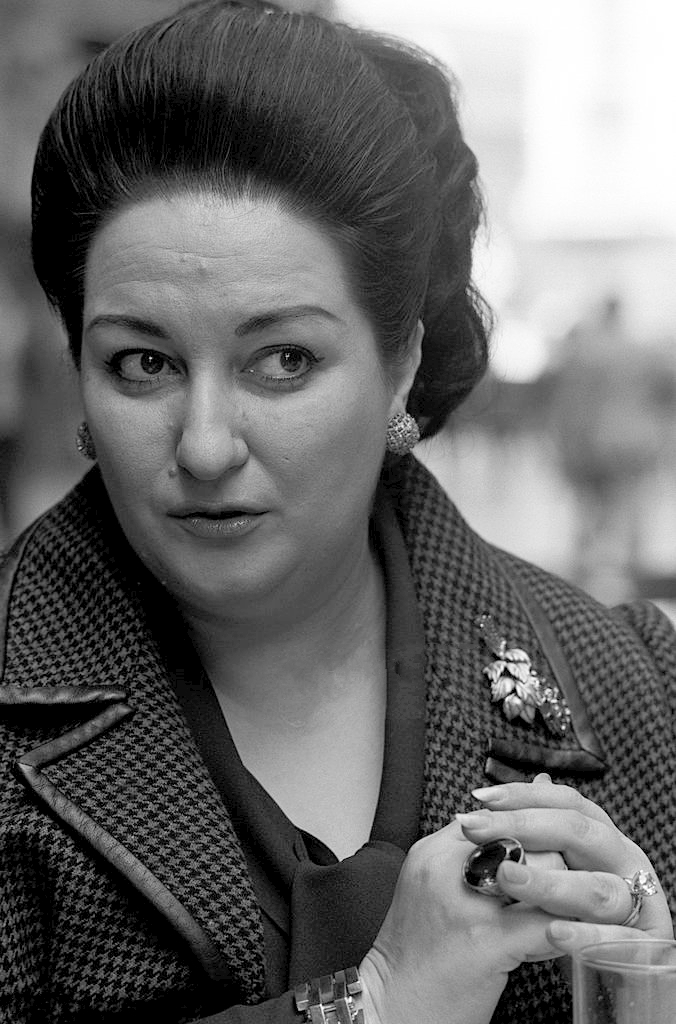
Montserrat Caballé
6 oktober

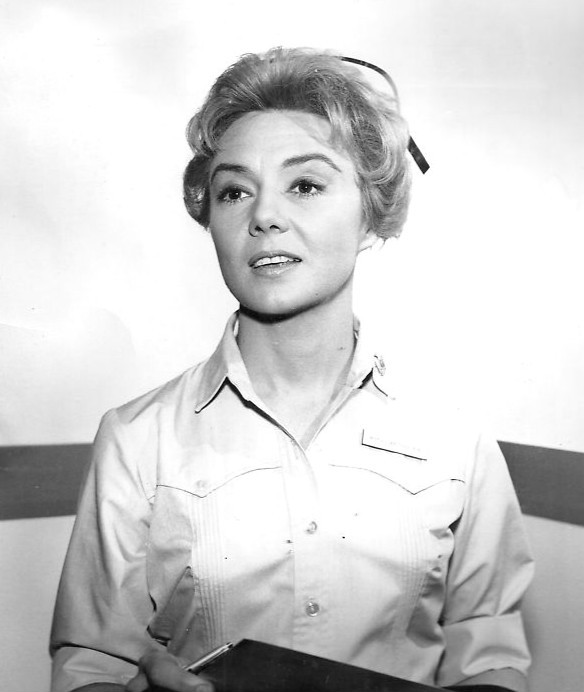
Peggy McCay
7 oktober

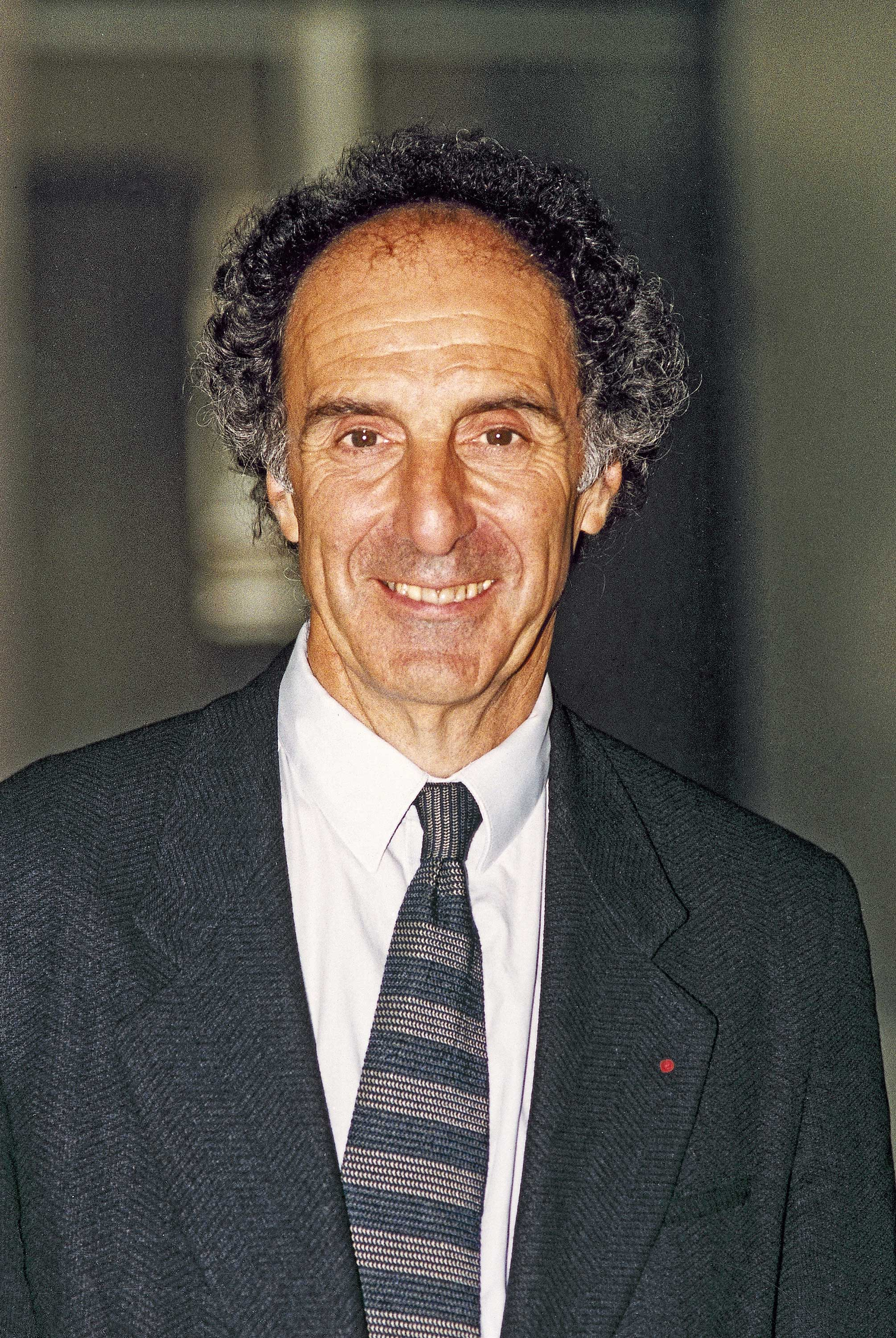
Paul Andreu
12 oktober

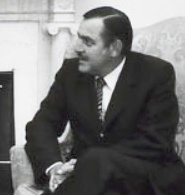
Pik Botha
12 oktober

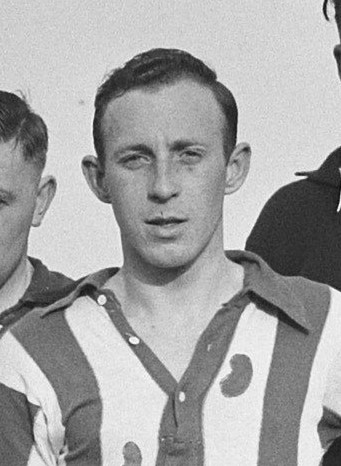
Germ Hofma
14 oktober

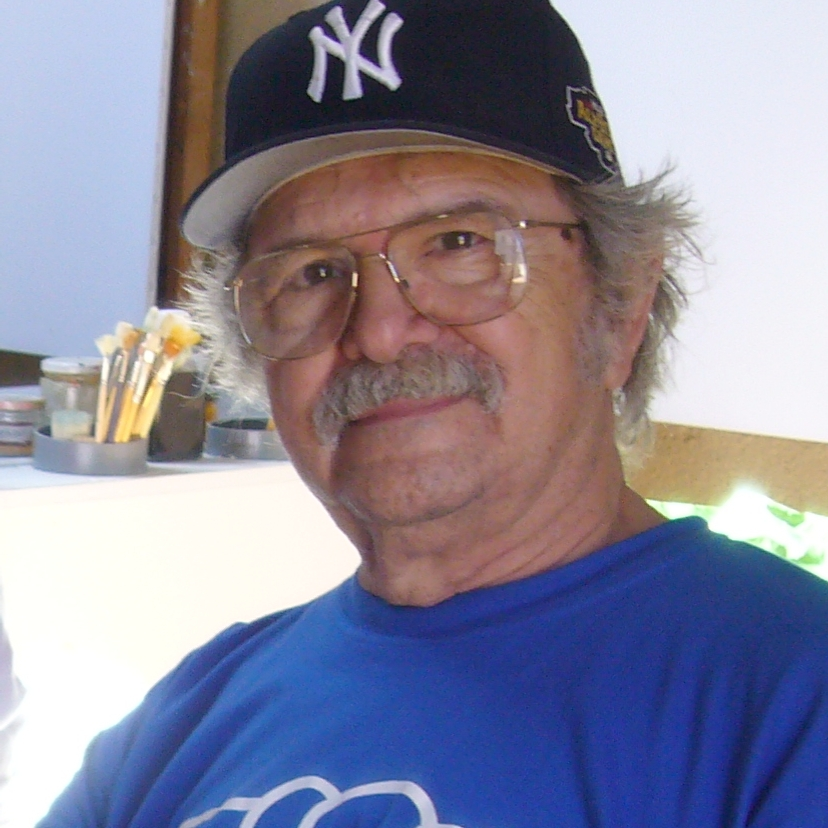
Mel Ramos
14 oktober

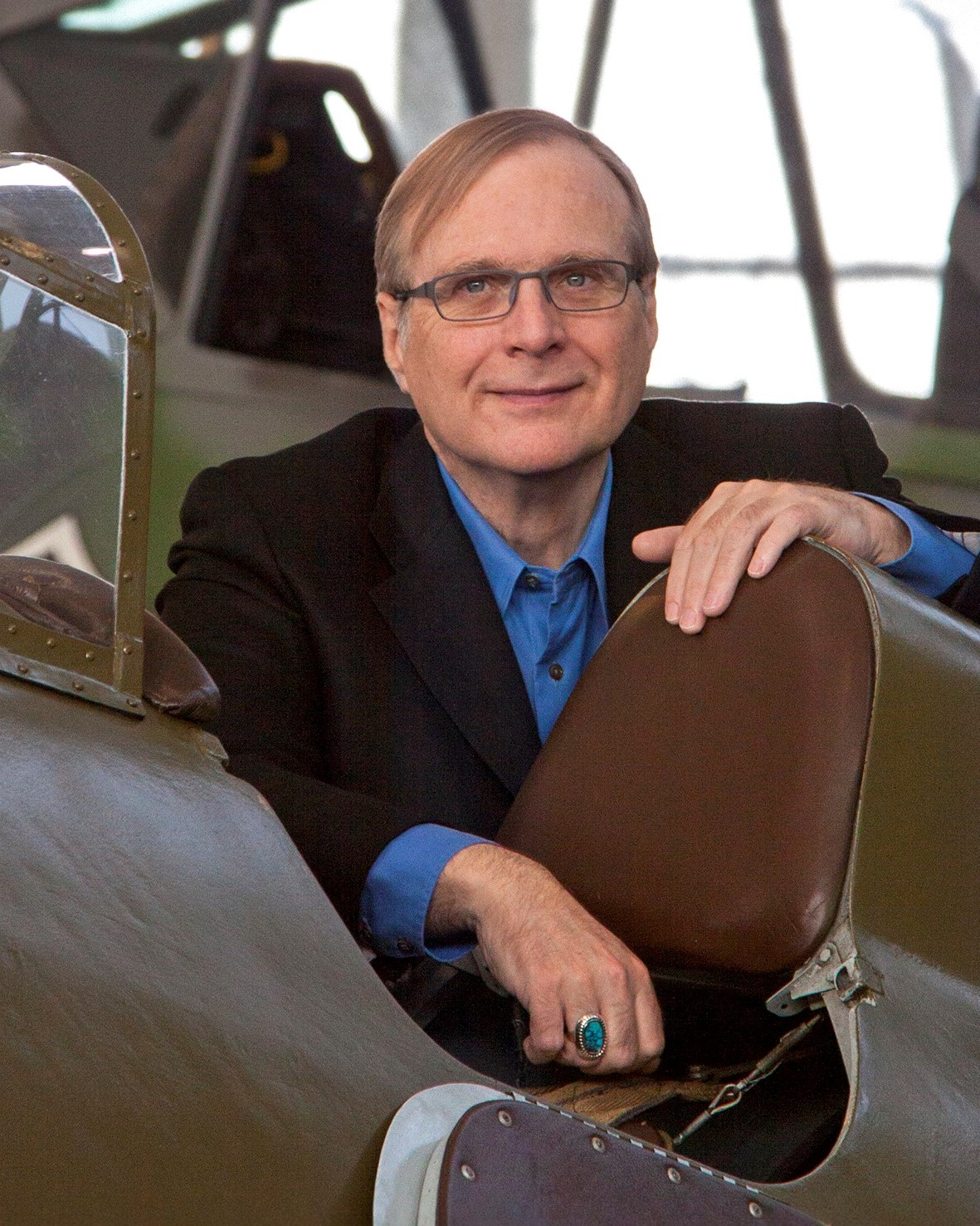
Paul Allen
15 oktober

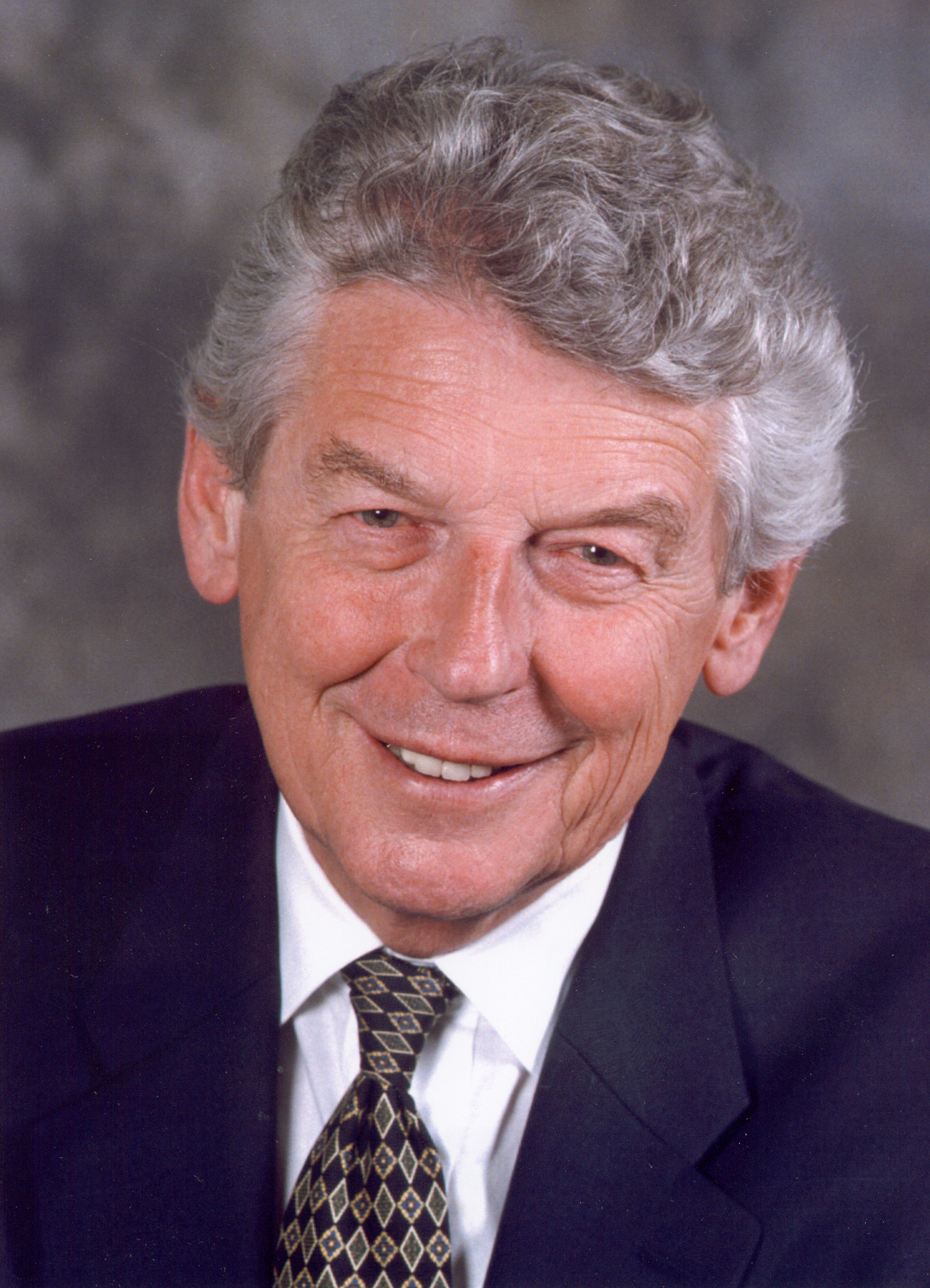
Wim Kok
20 oktober

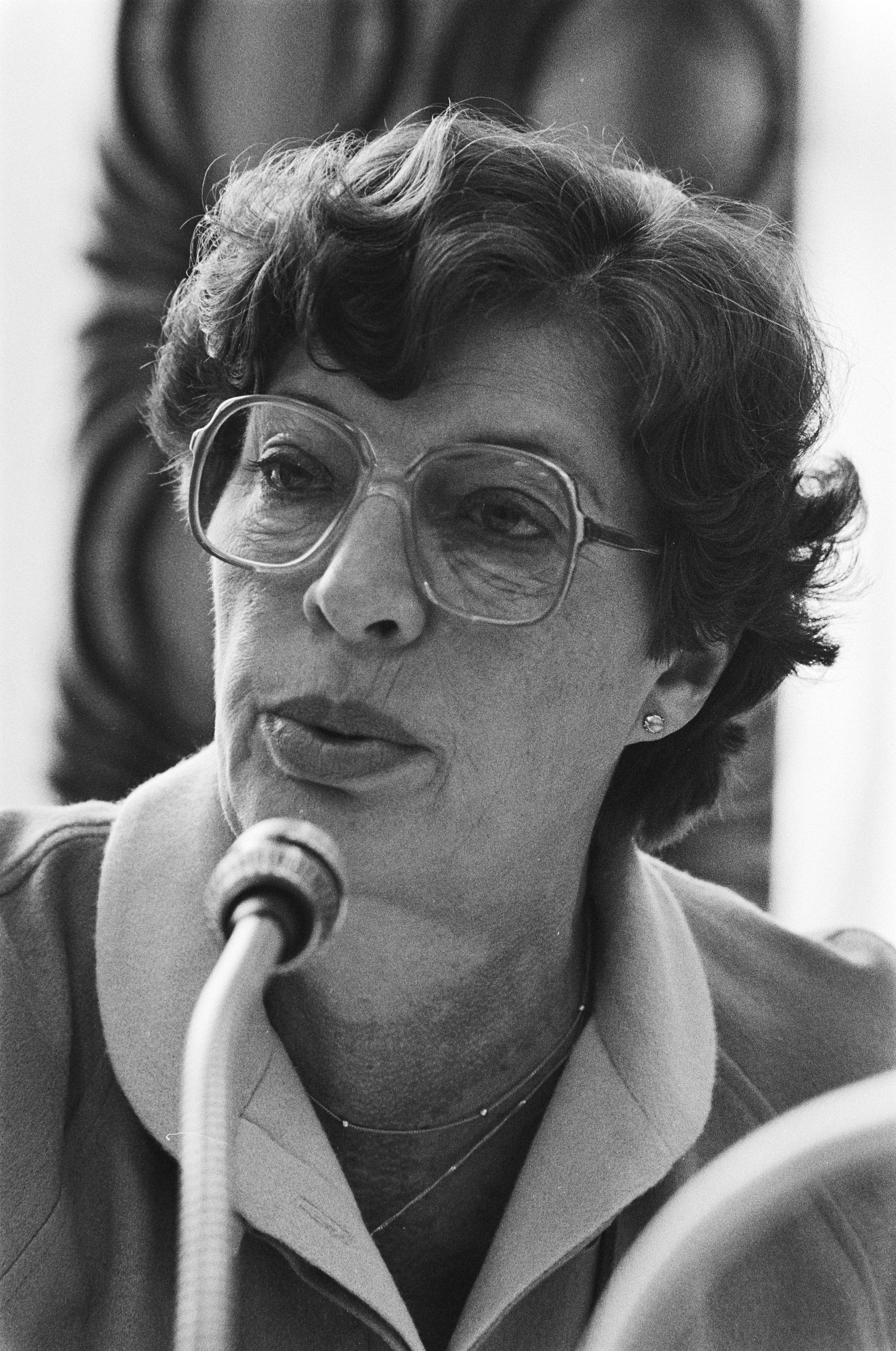
Ina Muller-van Ast
20 oktober

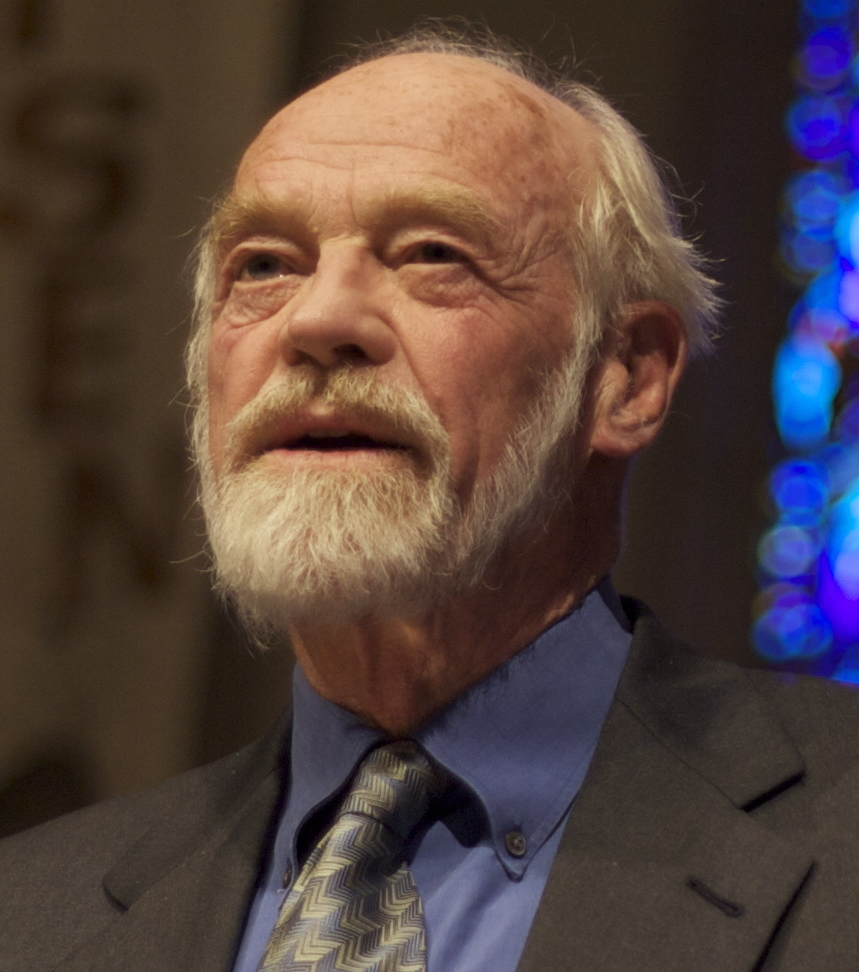
Eugene Peterson
22 oktober

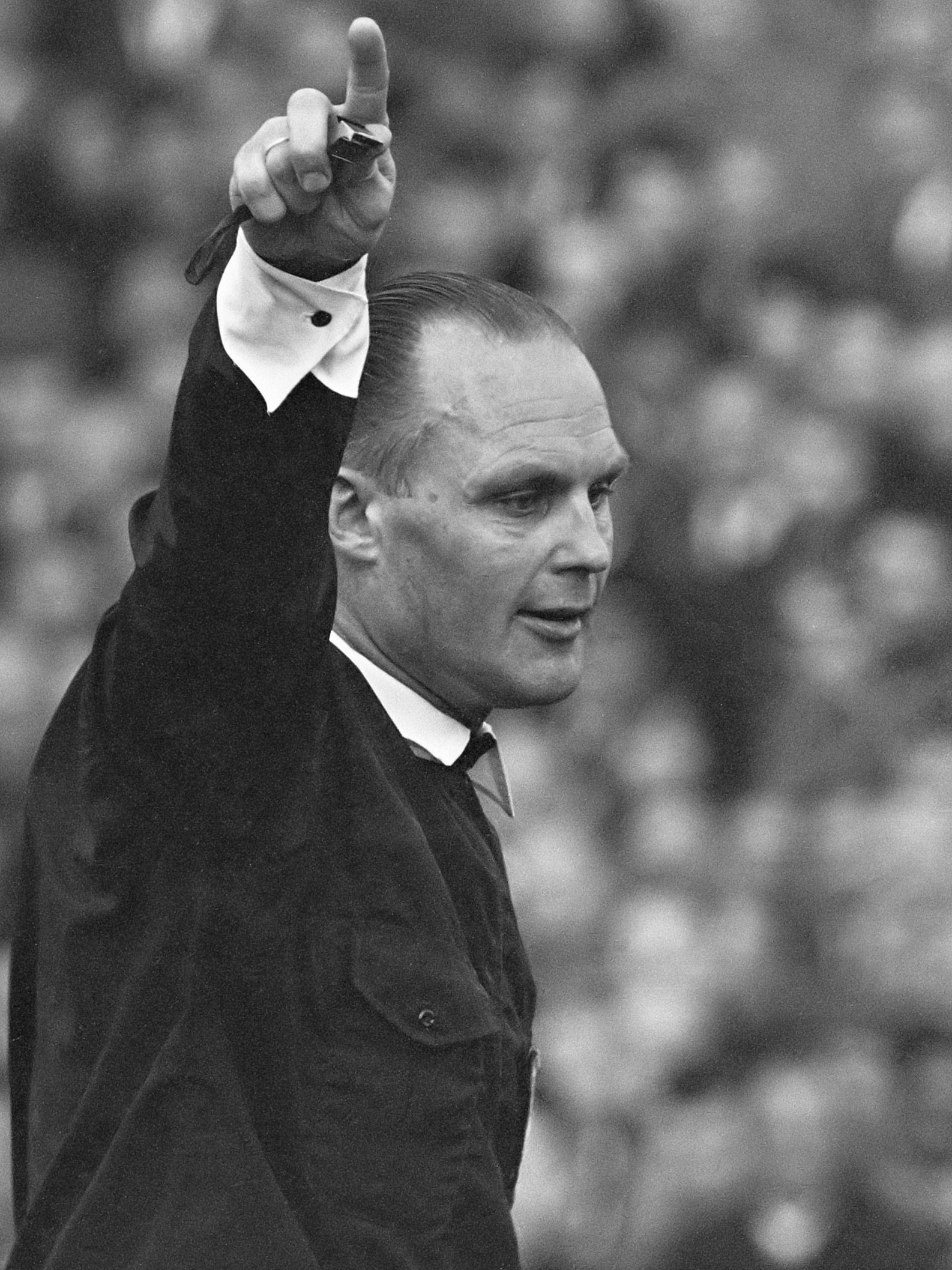
Lau van Ravens
23 oktober

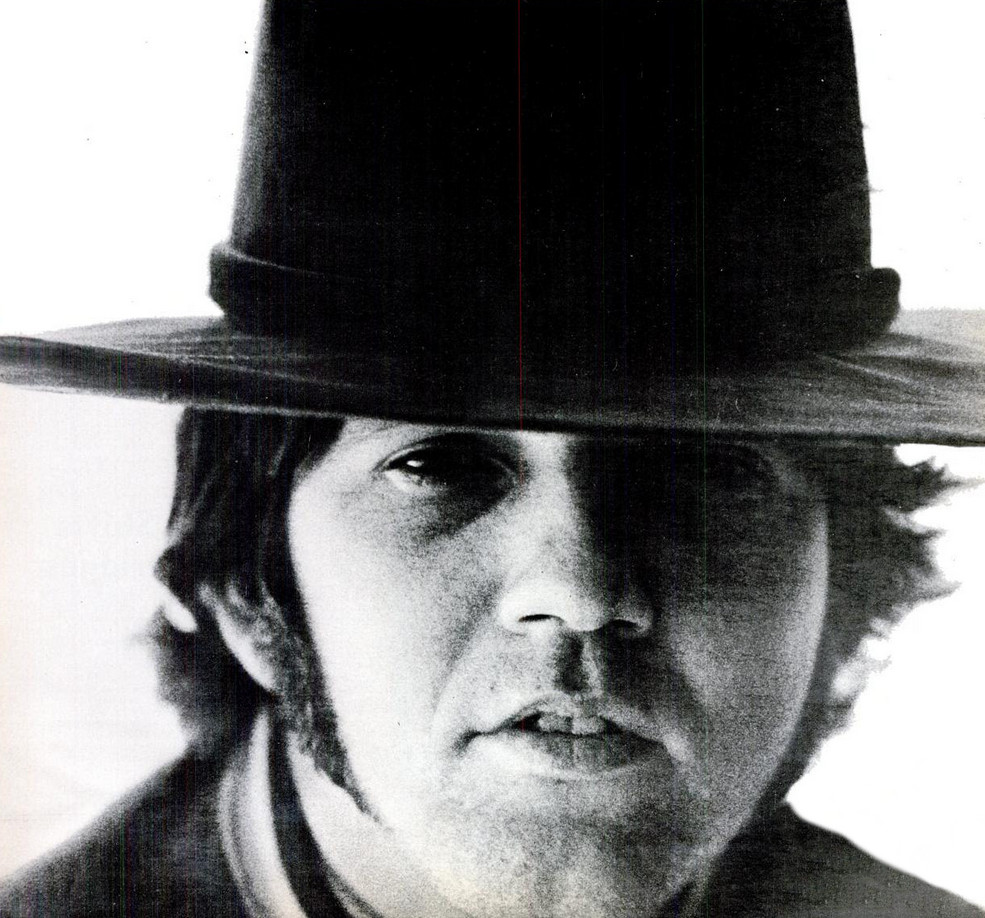
Tony Joe White
24 oktober

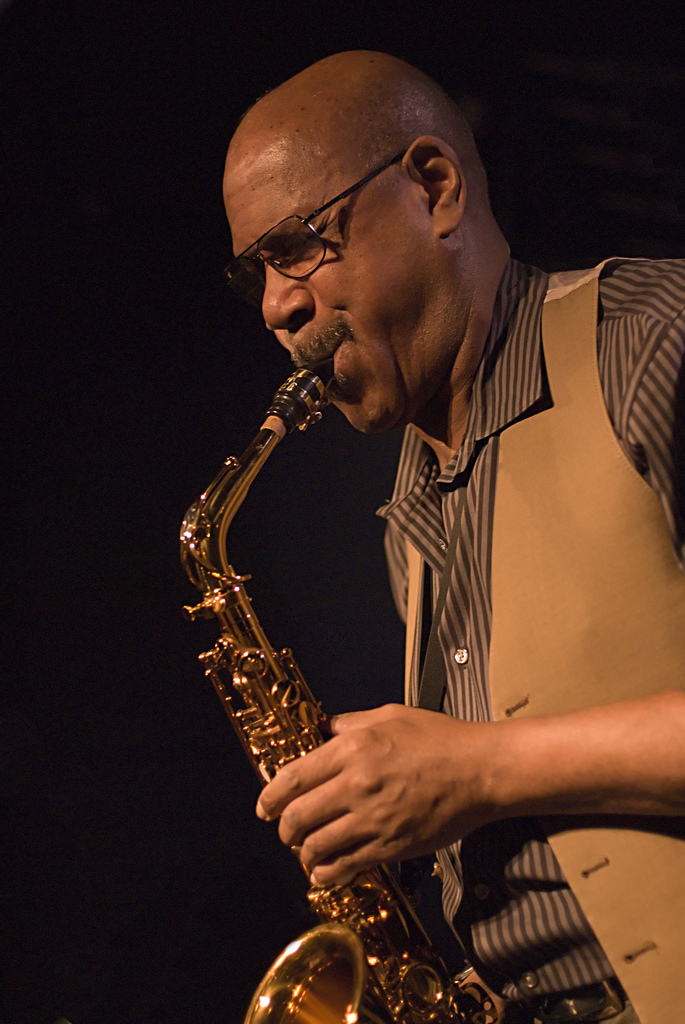
Sonny Fortune
25 oktober

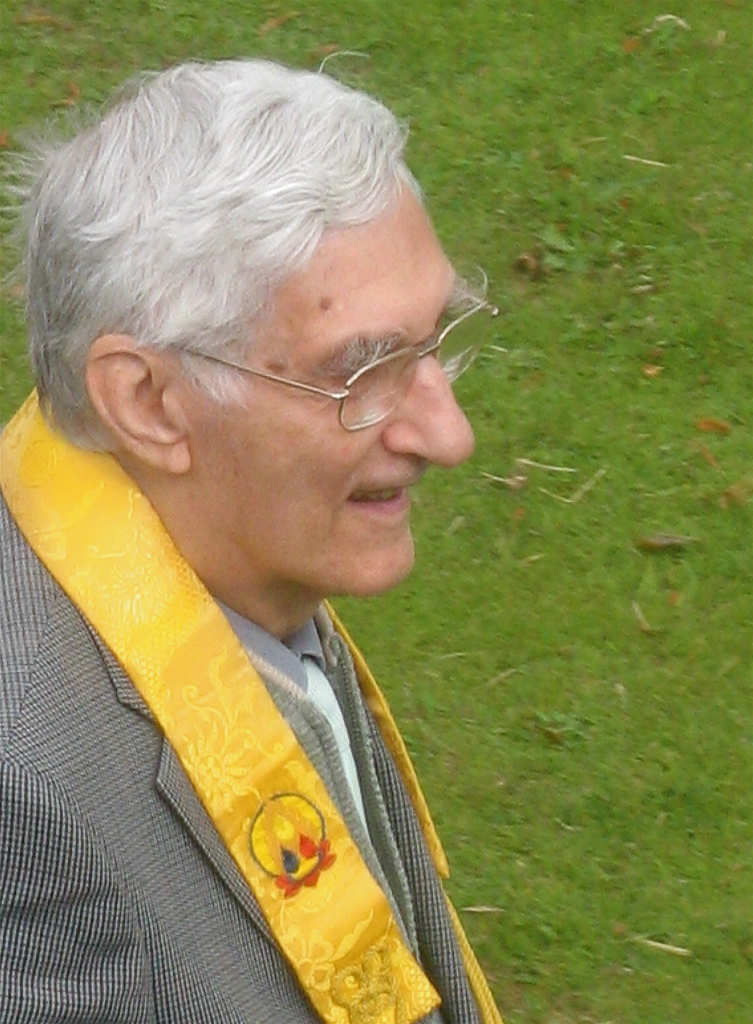
Sangharakshita
30 oktober

| 1 | 2 | 3 | 4 | 5 | 6 | 7 | 8 | 9 | 10 | 11 | 12 | 13 | 14 | 15 | 16 | 17 | 18 | 19 | 20 | 21 | 22 | 23 | 24 | 25 | 26 | 27 | 28 | 29 | 30 | 31 |
| - | - | - | - | - | - | - | - | - | -- | -- | -- | -- | -- | -- | -- | -- | -- | -- | -- | -- | -- | -- | -- | -- | -- | -- | -- | -- | -- | -- |

### 1 oktober
- Charles Aznavour (94), Frans-Armeens zanger[1]
- Peggy Sue Gerron (78), Amerikaans schrijfster[2]
- Jerry González (69), Amerikaans bandleider en trompettist[3]
- Ronnie Leitch (64), Sri Lankaans zanger en acteur[4]
- Antoine Sfeir (69), Frans-Libanees journalist en politicoloog[5]

### 2 oktober
- Jan Adriaensens (86), Belgisch wielrenner[6]
- Ron Casey (89), Australisch sportjournalist[7]
- Geoff Emerick (72), Brits geluidstechnicus[8]
- Jamal Khashoggi (59), Saoedi-Arabisch journalist en columnist[9]
- Dirk Ayelt Kooiman (72), Nederlands schrijver[10]
- Wilhelmus Luxemburg (89), Nederlands wiskundige[11]
- Jan Manuel (80), Nederlands voetbalscheidsrechter[12]
- Francisco Orrego Vicuña (76), Chileens rechtsgeleerde en diplomaat[13]
- Graciano Rocchigiani (54), Duits bokser[14]
- Joop Roelofs (74), Nederlands gitarist[15]

### 3 oktober
- Bert Altena (68), Nederlands historicus[16]
- Elisabeth Andersen (98), Nederlands actrice[17]
- Jan Hoogstad (88), Nederlands architect[18]
- Leon Lederman (96), Amerikaans natuurkundige[19]
- Hugo Raspoet (77), Belgisch zanger[20]
- John Von Ohlen (77), Amerikaans jazzdrummer[21]

### 4 oktober
- Jeanne Ashworth (80), Amerikaans schaatsster[22]
- Bert Romp (59), Nederlands springruiter[23]
- Walter Capiau (80), Belgisch radio- en televisiepresentator[24]
- John Tyrrell (76), Brits musicoloog[25]
- Audrey Wells (58), Amerikaans filmregisseuse en scenarioschrijfster[26]

### 5 oktober
- Bernadette Carroll (74), Amerikaans zangeres[27]
- Bob van Dantzig (74), Nederlands fotograaf[28]
- Jimmy Duquennoy (23), Belgisch wielrenner[29]
- Ray Galton (88), Brits scenarioschrijver[30]
- Rudy Wowor (74), Nederlands-Indonesisch acteur[31]

### 6 oktober
- Eef Brouwers (79), Nederlands journalist[32]
- Montserrat Caballé (85), Spaans sopraan en operazangeres[33]
- Quentin Kenihan (43), Australisch acteur[34]
- Conny Kristel (63), Nederlands historicus[35]
- Henk Luning (85), Nederlands hoogleraar[36]
- Viktoria Marinova (30), Bulgaars journaliste[37]
- Bert Nederlof (72), Nederlands sportjournalist[38]
- Michel Vovelle (85), Frans  historicus[39]
- Scott Wilson (76), Amerikaans acteur[40]

### 7 oktober
- Willem Donker (79), Nederlands uitgever[41]
- Peggy McCay (90), Amerikaans actrice[42]
- Ludo Monset (72), Belgisch politicus[43]
- Oleg Pavlov (48), Russisch schrijver[44]
- Celeste Yarnall (74), Amerikaans actrice[45]

### 8 oktober
- Arnold Kopelson (83), Amerikaans filmproducent[46]
- Nicholas Korda (73), Amerikaans geluidsman[47]
- Eliane Liekendael (89), Belgisch magistrate[48]
- Venantino Venantini (88), Italiaans acteur[49]

### 9 oktober
- Cor Hezemans (86), Nederlands decorontwerper[50]
- Diane Jergens (83), Amerikaans actrice[51]
- Thomas Steitz (78), Amerikaans biochemicus en Nobelprijswinnaar[52]

### 10 oktober
- Raymond Danon (88), Frans filmproducent[53]
- Barbara Mastroianni (66), Italiaans komstuumdesigner en dochter van Marcello Mastroianni[54]
- Peter Ramseier (73), Zwitsers voetballer[55]

### 11 oktober
- James Emswiller (61), Amerikaans geluidstechnicus[56]
- Labinot Harbuzi (32), Zweeds voetballer[57]
- Auke de Jong (85), Nederlands hoogleraar[58]
- Dieter Kemper (81), Duits (baan)wielrenner[59]
- Bob Löwenstein (90), Nederlands televisieregisseur[60]
- Chandrasekhara Rao (82), Indiaas jurist en internationaal rechter[61]

### 12 oktober
- Paul Andreu (80), Frans architect[62]
- Pik Botha (86), Zuid-Afrikaans politicus[63]
- Willem Okkerse (72), Nederlands bedrijfskundige[64]

### 13 oktober
- Fabien Eboussi Boulaga (84), Kameroens filosoof[65]
- William Coors (102), Amerikaans brouwer[66]
- Rik Delneste (71), Belgisch cartoonist[67]
- Annapurna Devi (91), Indiaas musicus[68]
- Joop Lahnstein (84), Nederlands politicus en acteur[69]
- Willem Poelstra (62), Nederlands documentair fotograaf[70]

### 14 oktober
- Patrick Baumann (51), Zwitsers basketballer en sportbestuurder[71]
- Milena Dravić (78), Servisch actrice[72]
- Per Theodor Haugen (86), Noors acteur[73]
- Germ Hofma (93),  Nederlands voetballer[74]
- Mel Ramos (83), Amerikaans kunstschilder[75]

### 15 oktober
- Paul Allen (65), Amerikaans zakenman[76]
- Donald Ewar (95), Brits-Canadees acteur en regisseur[77]
- Stan Maes (70), Belgisch hoogleraar[78]
- Arto Paasilinna (76), Fins schrijver[79]
- Koos Pompen (88), Nederlands burgemeester[80]

### 16 oktober
- Dennis Hof (72), Amerikaans ondernemer[81]
- Jan Poot (94), Nederlands ondernemer[82]
- Margaret Thorsborne (91), Australisch natuurwetenschapper[83]

### 17 oktober
- Valters Fridenbergs (30), Lets muzikant[84]
- Oli Herbert (44), Amerikaans gitarist[85]
- Derrick Sherwin (82), Brits televisieproducent en acteur[86]

### 18 oktober
- Anthea Bell (82), Brits vertaler van stripboeken[87]
- Randolph Hokanson (103), Amerikaans pianist[88]
- Kate Lansbury (78), Brits actrice[89]
- Danny Leiner (57), Amerikaans filmregisseur[90]
- Judit Magos (67), Hongaars tafeltenniskampioen[91]

### 19 oktober
- Osamu Shimomura (90), Japans scheikundige en Nobelprijswinnaar[92]
- Diana Sowle (88), Amerikaans actrice[93]

### 20 oktober
- Toon Gispen (80), Nederlands politicus en liedjesschrijver[94]
- Wim Kok (80), Nederlands politicus en vakbondsbestuurder[95]
- Ina Muller-van Ast (91), Nederlands politica[96]
- Hugo de Ridder (86), Belgisch journalist[97]

### 21 oktober
- Earl Bakken (94), Amerikaans uitvinder en ondernemer[98]
- Ilie Balaci (62), Roemeens voetballer[99]
- Eltje Edens (71), Nederlands voetballer[100]
- Robert Faurisson (89), Frans auteur en Holocaustontkenner[101]
- Joachim Rønneberg (99), Noors legerofficier, omroepmedewerker en verzetsheld[102]

### 22 oktober
- Gilberto Benetton (77), Italiaans zakenman[103]
- Boris Kokorev (59), Russisch schutter[104]
- Eugene Peterson (85), Amerikaans theoloog[105]
- José Varacka (86), Argentijns voetballer en voetbalcoach[106]

### 23 oktober
- James Karen (94), Amerikaans acteur[107]
- Lau van Ravens (96), Nederlands voetbalscheidsrechter[108]
- Todd Reid (34), Australisch tennisser[109]

### 24 oktober
- Tony Joe White (75), Amerikaans zanger[110]

### 25 oktober
- Sara Anzanello (38), Italiaans volleybalster[111]
- Sonny Fortune (79), Amerikaans jazzmuzikant[112]
- Ruth Gates (56), Amerikaans marien bioloog[113]

### 26 oktober
- Roger De Breuker (78), Belgisch wielrenner[114]
- Johan van der Zee (76), Nederlands programma- en filmmaker[115]

### 27 oktober
- Daniel Correa Freitas (24), Braziliaans voetballer[116]
- Freddie Hart (91), Amerikaans zanger[117]
- Ron de Rijk (66), Nederlands sportverslaggever[118]
- Piero del Papa (80), Italiaans bokser en acteur[119]
- Mario Segale (85), Amerikaans zakenman[120]
- Ntozake Shange (70), Amerikaans toneelschrijver[121]
- Vichai Srivaddhanaprabha (60), Thais zakenman[122]
- Todd Youth (47), Amerikaans gitarist[123]

### 28 oktober
- Colin Sylvia (32), Australisch voetballer[124]
- Albert Westerman (75), Nederlands ondernemer[125]

### 29 oktober
- Germán Aceros (80), Colombiaans voetballer[126]
- Jane Actman (69), Amerikaans actrice[127]
- Klaas Bruinsma (87), Nederlands vertaler en dichter[128]
- Lodi Gyari (69), Tibetaans diplomaat[129]
- Andrea Manfredi (26), Italiaans wielrenner[130]

### 30 oktober
- David Azulai (64), Israëlisch politicus[131]
- James Joseph Bulger (89), Amerikaans crimineel[132]
- Hardy Fox (73), Amerikaans muzikant en componist[133]
- Erika Mahringer (93), Oostenrijks skiester[134]
- Rico J. Puno (65), Filipijns zanger[135]
- Sangharakshita (93), Brits boeddhistisch leraar en schrijver[136]
- Jin Yong (94), Chinees Hongkongs schrijver[137]

### 31 oktober
- Johnny Graham (73), Schots voetballer[138]
- Tadeusz Kraus (86), Tsjechisch voetballer[139]
- Ken Shellito (78), Brits voetballer en manager[140]

januari ·
februari ·
maart ·
april ·
mei ·
juni ·
juli ·
augustus ·
september ·
oktober ·
november ·
december
1900 ·
1901 ·
1902 ·
1903 ·
1904 ·
1905 ·
1906 ·
1907 ·
1908 ·
1909 ·
1910 ·
1911 ·
1912 ·
1913 ·
1914 ·
1915 ·
1916 ·
1917 ·
1918 ·
1919 ·
1920 ·
1921 ·
1922 ·
1923 ·
1924 ·
1925 ·
1926 ·
1927 ·
1928 ·
1929 ·
1930 ·
1931 ·
1932 ·
1933 ·
1934 ·
1935 ·
1936 ·
1937 ·
1938 ·
1939 ·
1940 ·
1941 ·
1942 ·
1943 ·
1944 ·
1945 ·
1946 ·
1947 ·
1948 ·
1949 ·
1950 ·
1951 ·
1952 ·
1953 ·
1954 ·
1955 ·
1956 ·
1957 ·
1958 ·
1959 ·
1960 ·
1961 ·
1962 ·
1963 ·
1964 ·
1965 ·
1966 ·
1967 ·
1968 ·
1969 ·
1970 ·
1971 ·
1972 ·
1973 ·
1974 ·
1975 ·
1976 ·
1977 ·
1978 ·
1979 ·
1980 ·
1981 ·
1982 ·
1983 ·
1984 ·
1985 ·
1986 ·
1987 ·
1988 ·
1989 ·
1990 ·
1991 ·
1992 ·
1993 ·
1994 ·
1995 ·
1996 ·
1997 ·
1998 ·
1999 ·
2000 ·
2001 ·
2002 ·
2003 ·
2004 ·
2005 ·
2006 ·
2007 ·
2008 ·
2009 ·
2010 ·
2011 ·
2012 ·
2013 ·
2014 ·
2015 ·
2016 ·
2017 ·
2018 ·
2019 ·
2020 ·
2021 ·
2022 ·
2023 ·
2024 ·
2025